# El Pánico de 1819 (libro)
El Pánico de 1819: Reacciones y políticas (en inglés, The Panic of 1819: Reactions and Policies) es un libro del economista Murray Rothbard publicado en 1962. En él, su autor discute lo que llama la primera gran crisis económica de los Estados Unidos. El libro está basado en su disertación doctoral en economía en la Universidad de Columbia a mediados de los 1950s.

## Resumen
Durante el siglo XIX algunos observadores creyeron que el pánico se originó dentro del sistema económico mismo, dado que el evento no podría ser fácilmente atribuido a un evento específico, como ha sucedido con crisis anteriores. Rothbard, sin embargo, afirma que el Pánico de 1819 surgió de los avances relacionados con la Guerra de 1812 y la prosperidad de posguerra que vino después. El estallido de la guerra ahogó el comercio exterior y estimuló el crecimiento de la fabricación doméstica, el cual creció para llenar la demanda anteriormente satisfecha por las importaciones. El gobierno recurrió a muchos préstamos para financiar la guerra y esto, según Rothbard, llevó a una expansión crediticia que a su vez derivó en el alza de precios. En conclusión, el libro de Rothbard provee una narrativa de todos estos eventos.

## Recepción
El libro tuvo al menos siete reseñas, las cuales incluyeron tanto elogios como críticas.
En una entrevista de 1990 en el Austrian Economics Newsletter, a Rothbard se le preguntó sobre la recepción de la obra, a lo que respondió que fue bien recibida. En sus propias palabras fue, "de hecho, mucho mejor que cualquier otro de mis libros. Tal vez eso es así porque no analicé las causas. Solamente escribí acerca de cómo la gente quería que solucione [el problema]".